# Kieran Trippier
Kieran John Trippier (Bury, 1990. szeptember 19. –) angol válogatott labdarúgó, a Newcastle United játékosa.

## Pályafutása

### Klubcsapatokban

#### Manchester City
Trippier kilencévesen csatlakozott a Manchester City ifiakadémiájához, majd 2007-ben írta alá első profi szerződését a csapattal. A 2007-08-as szezonban állandó tagja lett a tartalékcsapatnak, és csapatkapitánya volt annak az ificsapatnak, mely megnyerte az FA Youth Cupot. 2009 augusztusában pályára léphetett az első csapatban, egy FC Barcelona elleni barátságos mérkőzésen.
2010 februárjában egy hónapra kölcsönvette a másodosztályban szereplő Barnsley. Egy Middlesbrough elleni mérkőzésen mutatkozott be, majd még két további bajnokin szerepelt a csapatban. Kölcsönszereplése a vártnál hamarabb félbeszakadt egy Scunthorpe United elleni sérülés miatt. Nyáron részt vett a Manchester City amerikai felkészülési túráján az első csapattal. 2010 augusztusában ismét kölcsönvette a Barnsley, ezúttal hat hónapra. Egy Rochdale elleni Ligakupa-meccsen lépett pályára először. 2011 januárjában a szezon végéig meghosszabbították a kölcsönszerződését. Február 22-én, a Leeds United szabadrúgásból betalált, ami felnőtt pályafutása első gólja volt. Április 25-én, a Doncaster Rovers ismét eredményes volt, szintén szabadrúgásból. A szezon végén megválasztották az év fiatal játékosának a csapatnál.

#### Burnley
2011 júliusában a másodosztályban szereplő Burnley a teljes szezonra kölcsönvette Trippiert, a távozó Tyrone Mears pótlására. Augusztusban, egy Watford elleni 2-2-es döntetlen alkalmával mutatkozott be. Első gólját szabadrúgásból szerezte, egy Milton Keynes Dons elleni Ligakupa-találkozón, szeptember 20-án. A bajnokságban december 17-én, a Brighton & Hove Albion ellen volt eredményes először. Ugyanabban a hónapban a hónap legjobb játékosának is megválasztották a másodosztályban. 2012. január 2-án megkapta profi pályafutása első piros lapját, a Leeds United ellen. Egy nappal később a Burnley véglegesen is leigazolta, ismeretlen összeg ellenében, három és fél éves szerződést adva neki.
Január 14-én góllal vette ki a részét a Middlesbrough 2-0-s legyőzéséből. Márciusban ismét betalált, hozzájárulva csapata 5-1-es győzelméhez a Portsmouth ellen. Az idény végén megválasztották az év legjobb játékosának a csapatnál. A 2012-13-as szezonban egy kivételével minden bajnokin pályára lépett a Burnleyben. 2014 januárjában győztes gólt szerzett a Huddersfield Town ellen. A 2013-14-es idényben a Burnley feljutott a Premier League-be, és az év csapatába is beválogatták a másodosztályban. 2014 májusában új, három évre szóló szerződést kötött vele csapata, miután az Arsenal jelezte érdeklődését iránta.

#### Tottenham Hotspur
2015. június 9-én 3,5 millió fontért leigazolta a Tottenham Hotspur. Csak karácsony után kapott először kezdőként lehetőséget a londoni csapatban. Első gólját 2016. február 6-án szerezte, a Watford ellen, 1-0-s győzelemhez segítve csapatát. Bár mindössze hat bajnokin kapott lehetőséget Kyle Walker remek teljesítménye miatt, azt nyilatkozta, hogy nem szeretné elhagyni a csapatot, miután szóba hozták a Southamptonnal. Szeptember 27-én, a PFK CSZKA Moszkva ellen bemutatkozhatott a Bajnokok Ligájában.

#### Atlético Madrid
2019. július 17-én Trippier a spanyol Atlético Madrid csapatához távozott a Tottenhamből. Az 1923–1924-es szezon óta ő az első angol labdarúgó a klubnál.

#### Newcastle United
2022. január 7-én bejelentették, hogy két és fél évre aláírt az angol Newcastle United csapatához.

### A válogatottban
Az angol U18-as válogatottba 2007 novemberében hívták be először, egy Ghána elleni barátságos meccs alkalmából. A 2-0-s győzelemmel végződő mérkőzésen bemutatkozhatott a csapatban. 2008 novemberében az U19-es csapatba is bekerült, egy Albánia elleni Eb-selejtezőre. A következő hónapban megrendezett mérkőzésen pályára léphetett. Később a tornára készülő keretbe is bekerült, csapatával a döntőig jutott, de ott az angolok 2-0-ra kikaptak a házigazda Ukrajna ellen. Az U20-as válogatottal részt vett a 2009-es U20-as vb-n. Csapata mindhárom csoportmeccsén pályára lépett. 2010 október 5-én, Németország ellen debütálhatott az U21-es válogatottban.
A felnőtt válogatottban 2017-ben mutatkozott be. 2024 augusztusában jelentette be visszavonulását a csapattól, 54 mérkőzés után, amelyek során egy gólt szerzett. Egyetlen találatát a 2018-as világbajnokság elődöntőjében lőtte, Horvátország ellen.

## Statisztikái

### Klubcsapatokban
2023. január 31-én lett frissítve.
| Klub                  | Szezon   | League         | League | League | Nemzeti kupa | Nemzeti kupa | Ligakupa | Ligakupa | Nemzetközi kupa | Nemzetközi kupa | Egyéb | Egyéb | Összesen | Összesen |
| Klub                  | Szezon   | Bajnokság      | Mérk.  | Gólok  | Mérk.        | Gólok        | Mérk.    | Gólok    | Mérk.           | Gólok           | Mérk. | Gólok | Mérk.    | Gólok    |
| --------------------- | -------- | -------------- | ------ | ------ | ------------ | ------------ | -------- | -------- | --------------- | --------------- | ----- | ----- | -------- | -------- |
| Manchester City       | 2009–10  | Premier League | 0      | 0      | 0            | 0            | 0        | 0        | —               | —               | —     | —     | 0        | 0        |
| Manchester City       | 2010–11  | Premier League | 0      | 0      | —            | —            | —        | —        | —               | —               | —     | —     | 0        | 0        |
| Manchester City       | Összesen | Összesen       | 0      | 0      | 0            | 0            | 0        | 0        | —               | —               | —     | —     | 0        | 0        |
| Barnsley (Kölcsönben) | 2009–10  | Championship   | 3      | 0      | —            | —            | —        | —        | —               | —               | —     | —     | 3        | 0        |
| Barnsley (Kölcsönben) | 2010–11  | Championship   | 39     | 2      | 1            | 0            | 1        | 0        | —               | —               | —     | —     | 41       | 2        |
| Barnsley (Kölcsönben) | Összesen | Összesen       | 42     | 2      | 1            | 0            | 1        | 0        | —               | —               | —     | —     | 44       | 2        |
| Burnley               | 2011–12  | Championship   | 46     | 3      | 0            | 0            | 4        | 1        | —               | —               | —     | —     | 50       | 4        |
| Burnley               | 2012–13  | Championship   | 45     | 0      | 1            | 0            | 2        | 0        | —               | —               | —     | —     | 48       | 0        |
| Burnley               | 2013–14  | Championship   | 41     | 2      | 1            | 0            | 4        | 1        | —               | —               | —     | —     | 46       | 3        |
| Burnley               | 2014–15  | Premier League | 38     | 0      | 2            | 0            | 1        | 0        | —               | —               | —     | —     | 41       | 0        |
| Burnley               | Összesen | Összesen       | 170    | 5      | 4            | 0            | 11       | 2        | —               | —               | —     | —     | 185      | 7        |
| Tottenham Hotspur     | 2015–16  | Premier League | 6      | 1      | 2            | 0            | 1        | 0        | 10              | 0               | —     | —     | 19       | 1        |
| Tottenham Hotspur     | 2016–17  | Premier League | 12     | 0      | 5            | 0            | 2        | 0        | 3               | 0               | —     | —     | 22       | 0        |
| Tottenham Hotspur     | 2017–18  | Premier League | 24     | 0      | 6            | 0            | 2        | 0        | 3               | 0               | —     | —     | 35       | 0        |
| Tottenham Hotspur     | 2018–19  | Premier League | 27     | 1      | 1            | 0            | 2        | 0        | 8               | 0               | —     | —     | 38       | 1        |
| Tottenham Hotspur     | Összesen | Összesen       | 69     | 2      | 14           | 0            | 7        | 0        | 24              | 0               | —     | —     | 114      | 2        |
| Atlético Madrid       | 2019–20  | La Liga        | 25     | 0      | 0            | 0            | —        | —        | 6               | 0               | 2     | 0     | 33       | 0        |
| Atlético Madrid       | 2020–21  | La Liga        | 28     | 0      | 0            | 0            | —        | —        | 7               | 0               | —     | —     | 35       | 0        |
| Atlético Madrid       | 2021–22  | La Liga        | 15     | 0      | 0            | 0            | —        | —        | 3               | 0               | —     | —     | 18       | 0        |
| Atlético Madrid       | Összesen | Összesen       | 68     | 0      | 0            | 0            | —        | —        | 16              | 0               | 2     | 0     | 86       | 0        |
| Newcastle United      | 2021–22  | Premier League | 6      | 2      | 1            | 0            | —        | —        | —               | —               | —     | —     | 7        | 2        |
| Newcastle United      | 2022–23  | Premier League | 20     | 1      | 1            | 0            | 6        | 0        | —               | —               | —     | —     | 27       | 1        |
| Newcastle United      | Összesen | Összesen       | 26     | 3      | 2            | 0            | 6        | 0        | —               | —               | —     | —     | 34       | 3        |
| Összesen              | Összesen | Összesen       | 375    | 12     | 21           | 0            | 24       | 2        | 40              | 0               | 2     | 0     | 463      | 14       |

### A válogatottban
2022. november 29-én lett frissítve.
| Nemzeti csapat | Év       | Mérk. | Gólok |
| -------------- | -------- | ----- | ----- |
| Anglia         | 2017     | 3     | 0     |
| Anglia         | 2018     | 13    | 1     |
| Anglia         | 2019     | 3     | 0     |
| Anglia         | 2020     | 6     | 0     |
| Anglia         | 2021     | 10    | 0     |
| Anglia         | 2022     | 5     | 0     |
| Összesen       | Összesen | 40    | 1     |

### Góljai a válogatottban
| # | Dátum            | Helyszín                                | Mérk. | Ellenfél     | Gól | Végeredmény | Verseny                |
| - | ---------------- | --------------------------------------- | ----- | ------------ | --- | ----------- | ---------------------- |
| 1 | 2018. július 11. | Luzsnyiki Stadion, Moszkva, Oroszország | 12    | Horvátország | 1–0 | 1–2         | 2018-as világbajnokság |

## Sikerei, díjai
- Manchester City ifjúsági
  - FA Youth Cup: 2007–08

- Atlético Madrid
  - La Liga: 2020–21

## Külső hivatkozások
- Kieran Trippier a National-football-teams.com oldalon